# St. Valentin (Hirtlbach)

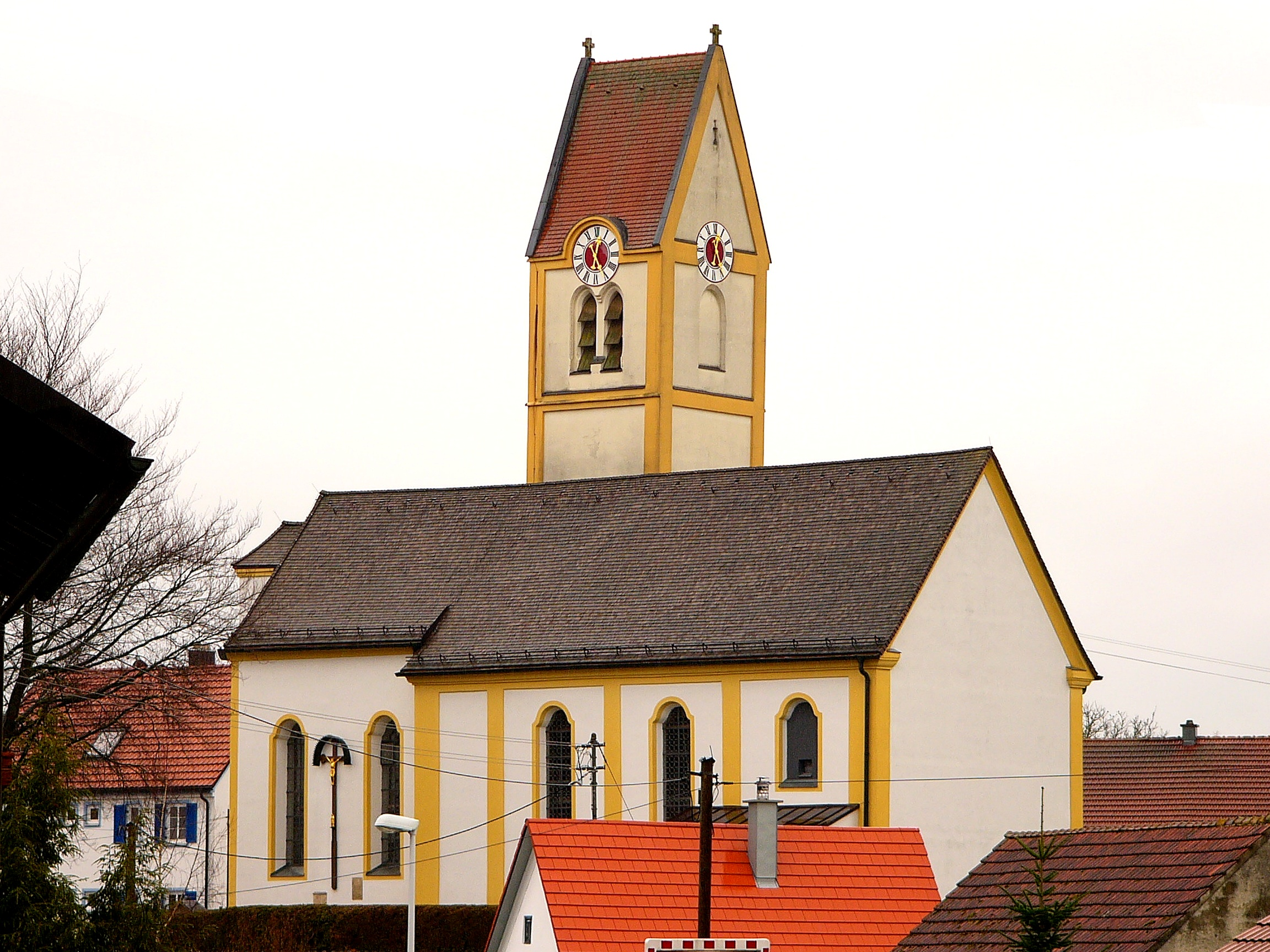
St. Valentin in Hirtlbach

St. Valentin ist eine römisch-katholische Pfarrkirche mit dem Patrozinium des hl. Valentin in Hirtlbach, einem Gemeindeteil des Marktes Markt Indersdorf im oberbayerischen Landkreis Dachau. Die Kirche ist in der Liste der Baudenkmäler in Markt Indersdorf unter der Nr. D-1-74-131-23 eingetragen. Die Pfarrei gehört zum Dekanat Dachau im Erzbistum München und Freising.

## Beschreibung
Die Saalkirche wurde 1715 nach Plänen von Dominik Gläsl unter Einbeziehung von Teilen des gotischen Vorgängerbaus errichtet und 1863 umgestaltet. Sie besteht aus dem Langhaus mit vier Jochen, dem eingezogenen, dreiseitig geschlossenen Chor im Osten, dem Chorflankenturm und der Sakristei an der Südwand des Chors. Das oberste Geschoss des Chorflankenturms enthält den Glockenstuhl mit drei Kirchenglocken.
Der um 1715 angelegte Stuck im Innenraum wird Nikolaus Liechtenfurtner zugeschrieben. In Verbindung mit der Stuckatur entstanden in deren runden und ovalen Feldern Fresken. Das älteste dieser Gemälde ist über der Orgel ein Bild Johannes des Täufers und des hl. Franziskus aus der Zeit des Kirchenbaus. Es war lange Zeit übermalt und wurde 1984 freigelegt. Als Maler wird der Freisinger Hofmaler Franz Joseph Lederer angenommen. Die beiden nächsten Gemälde über dem Kirchenschiff zeigen den hl. Korbinian, signiert von J. Nep. Müller 1865, und die Sieben Gaben des heiligen Geistes. Rechts vor Korbinian ist in dem Bild ein schwer mit Gepäck beladener Bär zu sehen. Er erinnert an die Legende, dass ein Bär auf der Reise nach Rom Korbinians Pferd riss, worauf der Heilige ihn verurteilte, anstelle des Pferdes die Last zurück nach Freising zu tragen. In der Nähe des Chorbogens ist in einer Dreipassform Mariä Verkündigung dargestellt. Weitere zwei Fresken befinden sich an der Decke im Chor.
Den barock wirkenden Hochaltar erstellten 1946 der Schnitzer Michael Rummer aus Gröbenzell und der Schreiner A. Reindl aus Hirtlbach; farbig gefasst und vergoldet wurde er von Chr. Seibold aus Freising. Das Altarblatt zeigt den hl. Valentin als Krankenheiler, 1946 in neubarockem Stil gemalt von Richard Holzner (1883–1958), und im Altarauszug ist als Halbfigur Gottvater mit der Weltkugel dargestellt. Die Assistenzfiguren aus der Zeit um 1625, die heilige Barbara von Nikomedien und die heilige Katharina von Alexandrien, werden Christof Angermair zugeschrieben. Sie standen ursprünglich in der Dachauer Pfarrkirche St. Jakob.
Mittelpunkt des linken Seitenaltars ist ein Gemälde, das die Aufnahme des hl. Jakobus als Jünger Jesu zeigt. Es gibt jedoch auch eine andere Deutung des Bildes, nach der es die Aufnahme von Petrus und Andreas in den Kreis der Apostel darstellt. Assistenzfiguren sind die hl. Apollonia und die hl. Margareta. Auf dem großen Bild des rechten Seitenaltars ist die hl. Mutter Anna zu sehen, wie sie ihre Tochter Maria Lesen lehrt. Assistenzfiguren sind der hl. Joachim, Marias Vater, und der hl. Johannes der Täufer. Auf dem Altartisch steht eine bekrönte Madonna mit dem Jesuskind. Diese Statue stammt wahrscheinlich aus der Mitte des 17. Jahrhunderts und wurde später neu gefasst. Die Krone aus vergoldetem Messing, verziert mit bunten Steinen, wurde ebenfalls später aufgesetzt.

## Orgel
Die rein mechanische Kegelladen-Orgel mit acht Registern auf einem Manual und Pedal und mit einem freistehenden Spieltisch wurde von Franz Borgias Maerz im Jahr 1895 gebaut. Die Disposition lautet:
| Manual       |       |
| Principal    | 8′    |
| Gedackt      | 8′    |
| Gamba        | 8′    |
| Salicional   | 8′    |
| Octav        | 4′    |
| Traversflöte | 4′    |
| Mixtur IV    | 2 ⁄3′ |

| Pedal  |     |
| Subbaß | 16′ |

- Koppeln: M/P

## Glocken
Das Geläut von St. Valentin besteht von jeher aus drei Glocken; für die erste ist das Gussjahr 1482 dokumentiert, 1858 wurde sie jedoch zusammen mit einer weiteren Glocke umgegossen. Im Ersten Weltkrieg, am 4. August 1917 mussten die größte und die kleinste Glocke zum Einschmelzen für Waffen abgeliefert werden. Als Ersatz kamen 1923 zwei neue Gussstahlglocken vom Bochumer Verein für Bergbau und Gussstahlfabrikation. Die noch vorhandene, 1883 von Hamm in Augsburg gegossene Marienglocke, eine Bronzeglocke, wurde 1942 als „Metallspende“ für den Zweiten Weltkrieg eingezogen. An ihre Stelle kam 1953 eine Gussstahlglocke, sodass das Geläut seitdem wieder aus drei Glocken besteht; die Töne sind d′, f′ und as′.